# Schuurmansia
Schuurmansia es un género de plantas fanerógamas de la familia Ochnaceae.  Comprende 20 especies descritas.

## Taxonomía
El género fue descrito por Carl Ludwig Blume y publicado en Museum Botanicum 1(12): 177. 1850.  La especie tipo es Schuurmansia elegans Blume.	  

## Especies seleccionadas
- Schuurmansia bamleri K.Schum. & Lauterb.
- Schuurmansia borneensis Ridl.
- Schuurmansia coriacea A.C.Sm.
- Schuurmansia crassinervia Gilg
- Schuurmansia elegans Blume
- Schuurmansia gilgiana Lauterb.